# Barra (Einheit)
Barra, auch Barro, war ein portugiesisches Längenmaß. Es wurde in der Textilbranche zum Messen von Tüchern Leinewänden usw. eingesetzt. Oft wird das Maß unzulässigerweise mit der Vara gleichgesetzt. Das Maß war regional recht unterschiedlich.
- Lissabon 1 Barra = 484 ½ Pariser Linien = 1,093 Meter
- 1 Barra = 1,146 Meter (errechnet aus 1 Amsterdamer Elle)
- 1 Barra = 1,72 Meter (errechnet aus 1 Cabida = 1 ½ Amsterdamer Ellen)[1]
- 6 Barras = 10 Cabida/Cabidos/Cavidos
  - 1 Cabida/Cabido = 1 Amsterdamer Elle = 0,68781 Meter